# Love at First Sight
Love at First Sight este o melodie dance-pop interpretată de Kylie Minogue. A fost al treilea single de pe albumul care a reintrodus-o pe piața americană, Fever. Versurile au fost compuse de Minogue, Richard Stannard, Julian Gallagher, Ash Howes și Martin Harrington și a fost produs de Stannard și Gallagher. A devenit al 24-lea hit de top 10 în Marea Britanie, al 21-lea în Irlanda și al 16-lea în Australia. A fost nominalizat la premiile Grammy pentru „Cea mai bună înregistrare dance”, devenind prima ei nominalizare la premiile Grammy. A câștigat premiul MTV Europe Music Award pentru „Cel mai bun pop” în 2002.

## Legături externe
- Versurile complete ale acestei piese pe MetroLyrics